# NGC 16
NGC 16 je galaksija u zviježđu Pegaz.

## Vanjske poveznice
- SEDS: NGC 0016